# ハリウッド・ピクチャーズ
ハリウッド・ピクチャーズ（Hollywood Pictures）は、アメリカの映画製作・配給会社で、ウォルト・ディズニー・カンパニーの事業部門であるウォルト・ディズニー・スタジオの一部門である。当時のディズニーのCEOマイケル・アイズナーは当初、ハリウッド・ピクチャーズをタッチストーンのような本格的なスタジオにするつもりだった。後年、その事業は縮小され、経営は主力スタジオであるウォルト・ディズニー・ピクチャーズに併合された。これまでで最も収益をあげた作品は『シックス・センス』で、北米興行収入で2億ドル以上であった。

## 歴史
ハリウッド・ピクチャーズ・カンパニーは1984年3月30日に法人化され、1989年2月1日に活動を開始した。リカルド・メストレスがディズニーのタッチストーン・ピクチャーズから移ってきて、この部門の初代社長に任命された。この部門は、MGM/UAのユナイテッド・アーティスツの閉鎖、ロリマー・テレピクチャーズとデ・ラウレンティス・エンターテインメント・グループの財務問題など、業界の縮小によって残されたギャップを埋めるために、新進の経営者に機会を作り、ディズニーの長編映画の製作を増すために設立されたものである。タッチストーンがハリウッドと並ぶことで、2つのディズニー・スタジオの製作部門は、マーケティングと配給のスタッフを共有することになる。ハリウッドは1991年までに年間12本の映画を製作し、シルバー・スクリーン・パートナーズIVからの資金を共有する予定だった。最初の作品は『アラクノフォビア』（1990年）。
1990年10月23日、ウォルト・ディズニー・カンパニーは、シルバー・スクリーン・パートナーシップ・シリーズに代わる映画スタジオの主要資金源として、タッチウッド・パシフィック・パートナーズIを設立した。
当時更新されたばかりのパラマウント・ピクチャーズとの契約が解除した後、ドン・シンプソンとジェリー・ブラッカイマーは1991年1月18日に彼らのプロダクションをハリウッド・ピクチャーズに移籍した。
最初の6年間は主に低予算コメディー映画で、『ホーリー・ウェディング』、『アスペン』、『スーパーマリオ 魔界帝国の女神』、『スウィング・キッズ/引き裂かれた青春』、『ベルボーイ狂騒曲/ベニスで死にそ〜』、『ボーン・イエスタデイ』、『ギルティ/罪深き罪』など、興行的に失敗した映画も数本発表した。興行的な成功は『ゆりかごを揺らす手』、批評的な成功は『ジョイ・ラック・クラブ』の1本のみで、興行成績の低迷を上回るには至らなかった。1994年4月26日、メストレスは成績不振のため辞任を余儀なくされた。メストレスはスタジオとの長期的な制作契約に移った。
1994年6月27日、ディズニー・パブリッシング・グループの上級副社長としてハイペリオン・ブックスなどの国内出版部門を統括していたマイケル・リントンが新部門の社長に就任した。メストレは、リントンにいくつかのヒット作の候補を残した。ロバート・レッドフォードの『クイズ・ショウ』、サラ・ジェシカ・パーカーとアントニオ・バンデラスのドラマ『マイアミ・ラプソディー』、ミシェル・ファイファー主演の『デンジャラス・マインド/卒業の日まで』などである。1997年、リントンはペンギン・グループに移籍した。2001年までにハリウッド・ピクチャーズは80本の映画を製作したが、その運営は段階的に縮小された。
5年間の沈黙の後、低予算のジャンル映画のためにブランドが再活性化された。復活したハリウッドが公開した映画は、ホラー映画の『DEATH GAME デスゲーム』（2006年）、『カニング・キラー/殺戮の沼』（2007年）、『臨死』（2007年）の3本である。3作品の公開後、ディズニーはこのレーベルでの製作と配給を中止し、主要な映画スタジオであるタッチストーン（2016年まで）、ABC、ESPN、ピクサーなどの中核ブランドに焦点を当てることを発表した。

## 主な作品
| 邦題                                       | 原題                                      | 全米公開日     | 共同製作者 |
| ------------------------------------------ | ----------------------------------------- | -------------- | --- |
| アラクノフォビア                           | Arachnophobia                             | 1990年6月18日  | アンブリン・エンターテインメント                                                                                                   |
| ファイロファックス/トラブル手帳で大逆転    | Taking Care of Business                   | 1990年8月17日  | シルバー・スクリーン・パートナーズⅣ                                                                                                |
| RUN/標的にされた男                         | Run                                       | 1991年2月1日   | シルバー・スクリーン・パートナーズⅣ                                                                                                |
| あなたに恋のリフレイン                     | The Marrying Man                          | 1991年4月5日   | シルバー・スクリーン・パートナーズⅣ                                                                                                |
| ニューヨーク・ジャスティス 許された犯罪    | One Good Cop                              | 1991年5月3日   | シルバー・スクリーン・パートナーズⅣ                                                                                                |
| 私がウォシャウスキー                       | V.I. Warshawski                           | 1991年7月26日  | シルバー・スクリーン・パートナーズⅣ                                                                                                |
| ゆりかごを揺らす手                         | The Hand That Rocks the Cradle            | 1992年1月10日  | インタースコープ・コミュニケーションズとNomura Babcock & Brown                                                                     |
| ザ・スタンド                               | Medicine Man                              | 1992年2月7日   | シナージ・ピクチャーズ 北米、ドイツの配給のみ                                                                                      |
| ベルボーイ狂騒曲/ベニスで死にそ〜          | Blame It on the Bellboy                   | 1992年2月7日   | シルバー・スクリーン・パートナーズⅣ                                                                                                |
| ストレート・トーク／こちらハートのラジオ局 | Straight Talk                             | 1992年4月3日   | タッチウッド・パシフィック・パートナーズⅠ                                                                                          |
| お葬式だよ全員集合！                       | Passed Away                               | 1992年4月24日  | タッチウッド・パシフィック・パートナーズⅠ                                                                                          |
| 原始のマン                                 | Encino Man                                | 1992年5月22日  | タッチウッド・パシフィック・パートナーズⅠ                                                                                          |
| 刑事エデン/追跡者                          | A Stranger Among Us                       | 1992年7月17日  | |
| サラフィナ!                                | Sarafina!                                 | 1992年9月18日  | ミラマックス、BBC、Distant Horizon、Vanguard Films                                                                                 |
| 隣人                                       | Consenting Adults                         | 1992年10月16日 | Touchwood Pacific Partners I |
| ホワイトハウス狂騒曲                       | The Distinguished Gentleman               | 1992年12月4日  | Touchwood Pacific Partners I |
| アスペン                                   | Aspen Extreme                             | 1993年1月22日  | Touchwood Pacific Partners I |
| スウィング・キッズ/引き裂かれた青春        | Swing Kids                                | 1993年3月5日   | Touchwood Pacific Partners I |
| ボーン・イエスタデイ                       | Born Yesterday                            | 1993年3月26日  | Touchwood Pacific Partners I |
| ブラッド・イン ブラッド・アウト            | Blood In Blood Out                        | 1993年4月16日  | Touchwood Pacific Partners I |
| スーパーマリオ 魔界帝国の女神              | Super Mario Bros.                         | 1993年5月28日  | シナージ・ピクチャーズ、ライトモーティブ、アライド・フィルムメイカーズ 北米配給のみ                                                |
| ギルティ/罪深き罪                          | Guilty as Sin                             | 1993年6月4日   | |
| カントリー・ファーム／招かれざる婿!?       | Son in Law                                | 1993年7月2日   | |
| パパと呼ばれて大迷惑！？                   | Father Hood                               | 1993年8月27日  | |
| ジョイ・ラック・クラブ                     | The Joy Luck Club                         | 1993年9月8日   | |
| ビッグ・マネー・ブルース                   | Money for Nothing                         | 1993年9月10日  | |
| トゥームストーン                           | Tombstone                                 | 1993年12月25日 | シナージ・ピクチャーズ 北米配給のみ                                                                                                |
| アフリカン・ダンク                         | The Air Up There                          | 1994年1月7日   | |
| 愛に気づけば…                              | Angie                                     | 1994年3月4日   | キャラバン・ピクチャーズ |
| ホーリー・ウェディング                     | Holy Matrimony                            | 1994年4月8日   | |
| イン・ザ・アーミー こちら最前線、異常あり  | In the Army Now                           | 1994年8月12日  | |
| 薔薇の素顔                                 | Color of Night                            | 1994年8月19日  | シナージ・ピクチャーズ |
| 僕たちのサマーキャンプ/親の居ぬ間に…       | Camp Nowhere                              | 1994年8月26日  | |
| クイズ・ショウ                             | Quiz Show                                 | 1994年9月14日  | |
| ターミナル・ベロシティ                     | Terminal Velocity                         | 1994年9月23日  | インタースコープ・コミュニケーションズ、ポリグラム・フィルムド・エンターテインメント and Nomura Babcock & Brown                    |
| ブレイン・スナッチャー/恐怖の洗脳生物      | The Puppet Masters                        | 1994年10月21日 | |
| ダーティ・シェイム                         | A Low Down Dirty Shame                    | 1994年11月23日 | キャラバン・ピクチャーズ |
| ハウスゲスト あんただ～れ？                | Houseguest                                | 1995年1月6日   | キャラバン・ピクチャーズ |
| マイアミ・ラプソディー                     | Miami Rhapsody                            | 1995年1月27日  | |
| 最高のルームメイト                         | Roommates                                 | 1995年3月3日   | インタースコープ・コミュニケーションズ、ポリグラム・フィルムド・エンターテインメント and Nomura Babcock & Brown                    |
| ファニー・ボーン 骨まで笑って              | Funny Bones                               | 1995年3月31日  | |
| あなたが寝てる間に…                        | While You Were Sleeping                   | 1995年4月21日  | キャラバン・ピクチャーズ |
| 恋する放火魔                               | A Pyromaniac's Love Story                 | 1995年4月28日  | |
| クリムゾン・タイド                         | Crimson Tide                              | 1995年5月12日  | ドン・シンプソン/ジェリー・ブラッカイマー フィルム                                                                                 |
| デンジャラス・マインド/卒業の日まで        | Dangerous Minds                           | 1995年6月9日   | ドン・シンプソン/ジェリー・ブラッカイマー フィルムとヴィア・ローザ・プロダクション                                                 |
| ジャッジ・ドレッド                         | Judge Dredd                               | 1995年6月30日  | シナージ・ピクチャーズ 北米配給のみ                                                                                                |
| 闇を見つめる瞳                             | The Tie That Binds                        | 1995年9月8日   | インタースコープ・コミュニケーションズとポリグラム・フィルムド・エンターテインメント                                               |
| 想い出の微笑                               | Unstrung Heroes                           | 1995年9月8日   | ポリグラム・フィルムド・エンターテインメント                                                                                       |
| ダーク・ストリート/仮面の下の憎しみ        | Dead Presidents                           | 1995年10月4日  | キャラバン・ピクチャーズとアンダーワールド・エンターテインメント                                                                   |
| スカーレット・レター                       | The Scarlet Letter                        | 1995年10月13日 | シナージ・ピクチャーズ |
| パウダー                                   | Powder                                    | 1995年10月27日 | キャラバン・ピクチャーズ |
| ニクソン                                   | Nixon                                     | 1995年12月22日 | シナージ・ピクチャーズ |
| 陽のあたる教室                             | Mr. Holland's Opus                        | 1995年12月29日 | インタースコープ・コミュニケーションズとポリグラム・フィルムド・エンターテインメント 北米配給のみ                                  |
| 白い嵐                                     | White Squall                              | 1996年2月2日   | スコット・フリー・プロダクションズとラルゴ・エンターテインメント 北米配給のみ                                                      |
| 判決前夜/ビフォア・アンド・アフター        | Before and After                          | 1996年2月23日  | キャラバン・ピクチャーズ |
| ダンク・ブラザース/脱線ファンにご用心      | Celtic Pride                              | 1996年4月19日  | キャラバン・ピクチャーズ |
| スパイ・ハード                             | Spy Hard                                  | 1996年5月24日  | |
| エディー 勝利の天使                        | Eddie                                     | 1996年5月31日  | アイランド・ピクチャーズとポリグラム・フィルムド・エンターテインメント                                                             |
| ザ・ロック                                 | The Rock                                  | 1996年6月7日   | ドン・シンプソン/ジェリー・ブラッカイマー フィルム                                                                                 |
| ジャック                                   | Jack                                      | 1996年8月9日   | アメリカン・ゾエトロープ |
| 潜在殺意                                   | The Rich Man's Wife                       | 1996年9月13日  | キャラバン・ピクチャーズ |
| チャンス！                                 | The Associate                             | 1996年10月25日 | インタースコープ・コミュニケーションズとポリグラム・フィルムド・エンターテインメント                                               |
| エビータ                                   | Evita                                     | 1996年12月25日 | シナージ・ピクチャーズ |
| プリフォンテーン                           | Prefontaine                               | 1997年1月24日  | |
| ザ・ターゲット                             | Shadow Conspiracy                         | 1997年1月31日  | シナージ・ピクチャーズ 北米配給のみ                                                                                                |
| ポイント・ブランク                         | Grosse Pointe Blank                       | 1997年4月11日  | キャラバン・ピクチャーズとロジャー・バーンボーム・プロダクション                                                                   |
| ゴーン・フィッシン'                        | Gone Fishin'                              | 1997年5月30日  | キャラバン・ピクチャーズ |
| G.I.ジェーン                               | G.I. Jane                                 | 1997年8月22日  | キャラバン・ピクチャーズ、スコット・フリー・プロダクションズ、ロジャー・バーンボーム・プロダクション、ラルゴ・エンターテインメント |
| ワシントン・スクエア                       | Washington Square                         | 1997年10月17日 | キャラバン・ピクチャーズ、ロジャー・バーンボーム・プロダクション、Alchemy Filmworks                                                |
| ファングルフ/月と心臓                      | An American Werewolf in Paris             | 1997年12月25日 | Cometstone Pictures |
| ザ・グリード                               | Deep Rising                               | 1998年1月30日  | シナージ・ピクチャーズ |
| アラン・スミシー・フィルム                 | An Alan Smithee Film: Burn Hollywood Burn | 1998年2月27日  | シナージ・ピクチャーズ |
| ファイアーライト/情炎の愛                  | Firelight                                 | 1998年9月4日   | ミラマックス、Carnival Films、Wind Dancer Productions                                                                              |
| サイモン・バーチ                           | Simon Birch                               | 1998年9月11日  | キャラバン・ピクチャーズ、ロジャー・バーンボーム・プロダクション                                                                   |
| シックス・センス                           | The Sixth Sense                           | 1999年8月6日   | スパイグラス・エンターテインメント、ザ・ケネディ/マーシャル・カンパニー                                                            |
| ブレックファースト・オブ・チャンピオンズ   | Breakfast of Champions                    | 1999年9月17日  | サミット・エンターテインメント |
| ミステリー、アラスカ                       | Mystery, Alaska                           | 1999年10月1日  | |
| ガンシャイ                                 | Gun Shy                                   | 2000年2月4日   | Fortis Films |
| デュエット                                 | Duets                                     | 2000年9月15日  | Seven Arts Pictures and ビーコン・ピクチャーズ                                                                                     |
| 13デイズ                                   | Thirteen Days                             | 2001年1月12日  | ニュー・ライン・シネマ、ビーコン・ピクチャーズ and Tig Productions 北米以外の配給のみ                                              |
| マイ・ラブリー・フィアンセ                 | Just Visiting                             | 2001年4月6日   | ゴーモン 北米配給のみ |
| DEATH GAME デスゲーム                      | Stay Alive                                | 2006年3月24日  | スパイグラス・エンターテインメントとEndgame Entertainment 北米配給のみ                                                             |
| カニング・キラー/殺戮の沼                  | Primeval                                  | 2007年1月12日  | Pariah Entertainment |
| 臨死                                       | The Invisible                             | 2007年4月17日  | スパイグラス・エンターテインメント                                                                                                 |